# Gisa Geert
Gisa Geert, nome d'arte di Margarita Gross (Vienna, 7 giugno 1900 – Madrid, 2 aprile 1991), è stata una coreografa e attrice austriaca, attiva particolarmente in Italia dagli anni quaranta agli anni sessanta.

## Biografia
A cavallo della seconda guerra mondiale ha curato le coreografie di numerosi spettacoli del teatro di rivista, lavorando fra gli altri con le compagnie di Totò e Macario, per poi passare alla più moderna commedia musicale e al teatro leggero di Garinei e Giovannini. In virtù della severità con cui operava si è guadagnata in carriera il nomignolo di lady di ferro.
È stata apprezzata per la spettacolarità delle sue ideazioni. Si ricordano, fra le altre, quelle adottate nell'ultima rivista di Totò - Bada che ti mangio! - andata in scena nella stagione 1949-1950. In quella circostanza, uno dei quadri coreografici prevedeva l'impiego di una scacchiera con pedine viventi, ovvero con i ballerini che raffiguravano il Capitale in gioco contro il Lavoro; nel finale, poi, fontane luminose sprizzavano getti d'acqua alti fino a cinque metri.
In televisione ha firmato le coreografie di diverse trasmissioni degli anni sessanta, fra cui la prima stagione de L'amico del giaguaro, condotto da Corrado Mantoni. Per la televisione spagnola è stata guest star nello Galas del sábado, andato in onda nella stagione 1969-1970. Per il cinema si è occupata delle coreografie di film in costume (peplum), intervenendo in alcune occasioni anche come interprete.

## Coreografie

### Teatro
- Disse una volta un biglietto da mille (1939 con Nino Taranto)
- C'era una volta il mondo (1947-1948)
- Bada che ti mangio! (1949-1950)
- Oh quante belle figlie madama Doré (1955-1956, testi di Italo Terzoli e Walter Chiari, con lo stesso Chiari e Carlo Campanini con Bice Valori.
- A prescindere (1956-1957)
- Masanello, di Bruno Corbucci e Aldo Grimaldi, con Nino Taranto, Macario e Miranda Martino.
- La voce dei padroni (1966-1967), testi di Castaldo e Faele, spettacolo di Garinei e Giovannini, con Alighiero Noschese.

### Televisione
- Il Mattatore (1959)
- L'amico del giaguaro (1961)
- Scaramouche (1965)
- Non cantare, spara (1968)
- Su e giù (1968)
- Canzonissima 1970 (1970)
- Fantastico (1979)

### Cinema
- La cintura di castità, regia di Camillo Mastrocinque (1949)
- Attila, regia di Pietro Francisci (1954)
- A sud niente di nuovo (1957)
- Le fatiche di Ercole (1958)

## Filmografia
- A sud niente di nuovo (1957)
- Menage all'italiana (1965)